# Маунт-Джой Тауншип (округ Адамс, Пенсільванія)
Маунт-Джой Тауншип (англ. Mount Joy Township) — селище (англ. township) в США, в окрузі Адамс штату Пенсільванія. Населення — 3789 осіб (2020).

## Демографія
Згідно з переписом 2010 року, у селищі мешкало 3670 осіб у 1420 домогосподарствах у складі 1123 родин. Було 1543 помешкання
Расовий склад населення:
| - 94,9 % — білих - 2,0 % — чорних або афроамериканців - 0,9 % — азіатів - 0,3 % — корінних американців |

До двох чи більше рас належало 1,3 %. Частка іспаномовних становила 2,0 % від усіх жителів.
За віковим діапазоном населення розподілялося таким чином: 20,2 % — особи молодші 18 років, 60,2 % — особи у віці 18—64 років, 19,6 % — особи у віці 65 років та старші. Медіана віку мешканця становила 46,9 року. На 100 осіб жіночої статі у селищі припадало 99,2 чоловіків;  на 100 жінок у віці від 18 років та старших — 98,3 чоловіків також старших 18 років.
Середній дохід на одне домашнє господарство  становив 90 788 доларів США (медіана — 70 566), а середній дохід на одну сім'ю — 102 094 долари (медіана — 81 901). Медіана доходів становила 57 031 долар для чоловіків та 39 695 доларів для жінок. За межею бідності перебувало 1,5 % осіб, у тому числі 0,0 % дітей у віці до 18 років та 3,7 % осіб у віці 65 років та старших.
Цивільне працевлаштоване населення становило 1725 осіб. Основні галузі зайнятості: освіта, охорона здоров'я та соціальна допомога — 31,2 %, виробництво — 12,6 %, мистецтво, розваги та відпочинок — 10,1 %, роздрібна торгівля — 9,7 %.